# Little Village (álbum)
| Críticas profissionais | Críticas profissionais |
| Avaliações da crítica  | Avaliações da crítica  |
| Fonte                  | Avaliação              |
| ---------------------- | ---------------------- |
| Allmusic               | [ 1 ]                  |

Little Village é o primeiro e único álbum lançado pelo supergrupo de rock Little Village. O álbum foi lançado pelo selo Reprise Records em 1992, e logo após o supergrupo fez uma turnê pelos EUA e Europa para apoiá-lo e se desfez no ano de seu lançamento. Eles já haviam trabalhado como um grupo durante a gravação do álbum solo de John Hiatt, Bring the Family, em 1987. Embora todas as músicas do álbum Little Village sejam creditadas a todos os quatro membros do grupo, Hiatt compôs todas, exceto três, duas por Nick Lowe e uma por Ry Cooder. "She Runs Hot", "Solar Sex Panel" e "Don't Go Away Mad" foram lançados como singles. O EP de Solar Sex Panel continha uma nova faixa não incluída neste álbum, "Do With Me What You Want to Do" escrita por Cooder/Hiatt/Keltner/Lowe e cantada por Lowe, bem como um cover da música "Haunted House", originalmente lançada pela Jumpin ' Gene Simmons em 1964, e cantada por Cooder. "Do With Me What You Want to Do" também foi incluída como lado B no single "Don't Go Away Mad".
No Grammy Awards de 1993 , Little Village foi nomeado para Melhor Performance de Rock por um Duo ou Grupo com Vocal.

## Faixas
Todas as músicas escritas por Little Village e cantadas por John Hiatt, exceto onde indicado.
| N.º            | Título                                              | Compositor(es) | Composição e Vocal principal | Duração |  |
| 1.             | "Solar Sex Panel"                                   |                |                              | 3:47    |  |
| 2.             | "The Action"                                        |                | Ry Cooder                    | 3:25    |  |
| 3.             | "Inside Job"                                        |                |                              | 4:17    |  |
| 4.             | "Big Love"                                          |                |                              | 6:26    |  |
| 5.             | "Take Another Look"                                 |                | Nick Lowe                    | 3:40    |  |
| 6.             | "Do You Want My Job"                                |                |                              | 5:36    |  |
| 7.             | "Don't Go Away Mad"                                 |                |                              | 3:39    |  |
| 8.             | "Fool Who Knows"                                    |                | Lowe                         | 3:46    |  |
| 9.             | "She Runs Hot"                                      |                | Hiatt, Lowe, Cooder          | 3:19    |  |
| 10.            | "Don't Think About Her When You're Trying to Drive" |                |                              | 4:33    |  |
| 11.            | "Don't Bug Me When I'm Working"                     |                | Hiatt, Lowe, Cooder          | 3:56    |  |
| Duração total: | Duração total:                                      | Duração total: | Duração total:               | 46 : 24 |  |

## Créditos
Musicais
- John Hiatt - guitarras rítmicas, vocal principal (Faixas 1, 3, 4, 6, 7, 9-11), backing vocals, piano
- Ry Cooder - guitarras principais, backing-vocal, e vocal principal (Faixas 2, 9, 11)
- Nick Lowe - baixo elétrico, backing-vocal, vocal principal (Faixas 5, 8, 9, 11)
- Jim Keltner - bateria , percussão

Ficha-técnica
- Produzido por Little Village
- Projetado por Ken Allardyce, Dan Bosworth, Allen Sides
- Masterizado por Bernie Grundman

## Desempenho nas Paradas Musicais

### Álbum
| Ano  | Parada Musical | Desempenho |
| ---- | -------------- | ---------- |
| 1992 | Billboard 200  | 66         |

## Prêmios e Indicações
| Ano  | Prêmio        | Categoria                                                | Trabalho Indicado      | Resultado | Ref.  |
| ---- | ------------- | -------------------------------------------------------- | ---------------------- | --------- | ----- |
| 1993 | Grammy Awards | Melhor Performance de Rock por um Duo ou Grupo com Vocal | Álbum "Little Village" | Indicado  | [ 2 ] |